# Sandkaultor

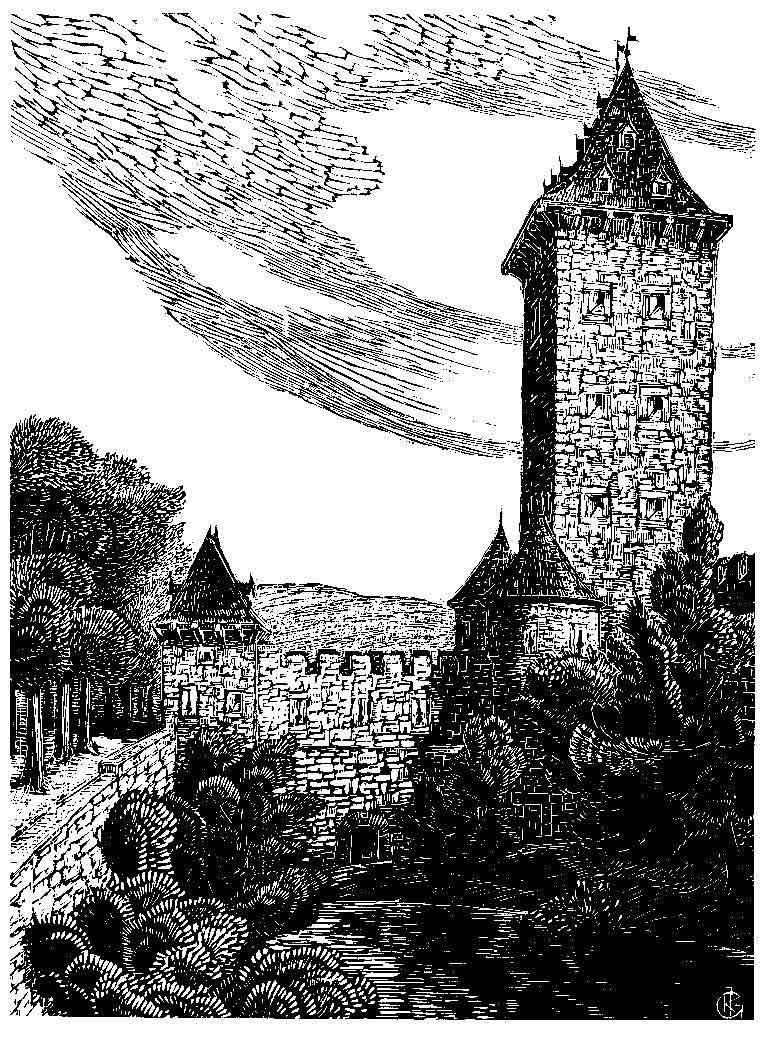
Sandkaultor in vermoedelijk 18e eeuw, houtsnede van K. J. Gollrad

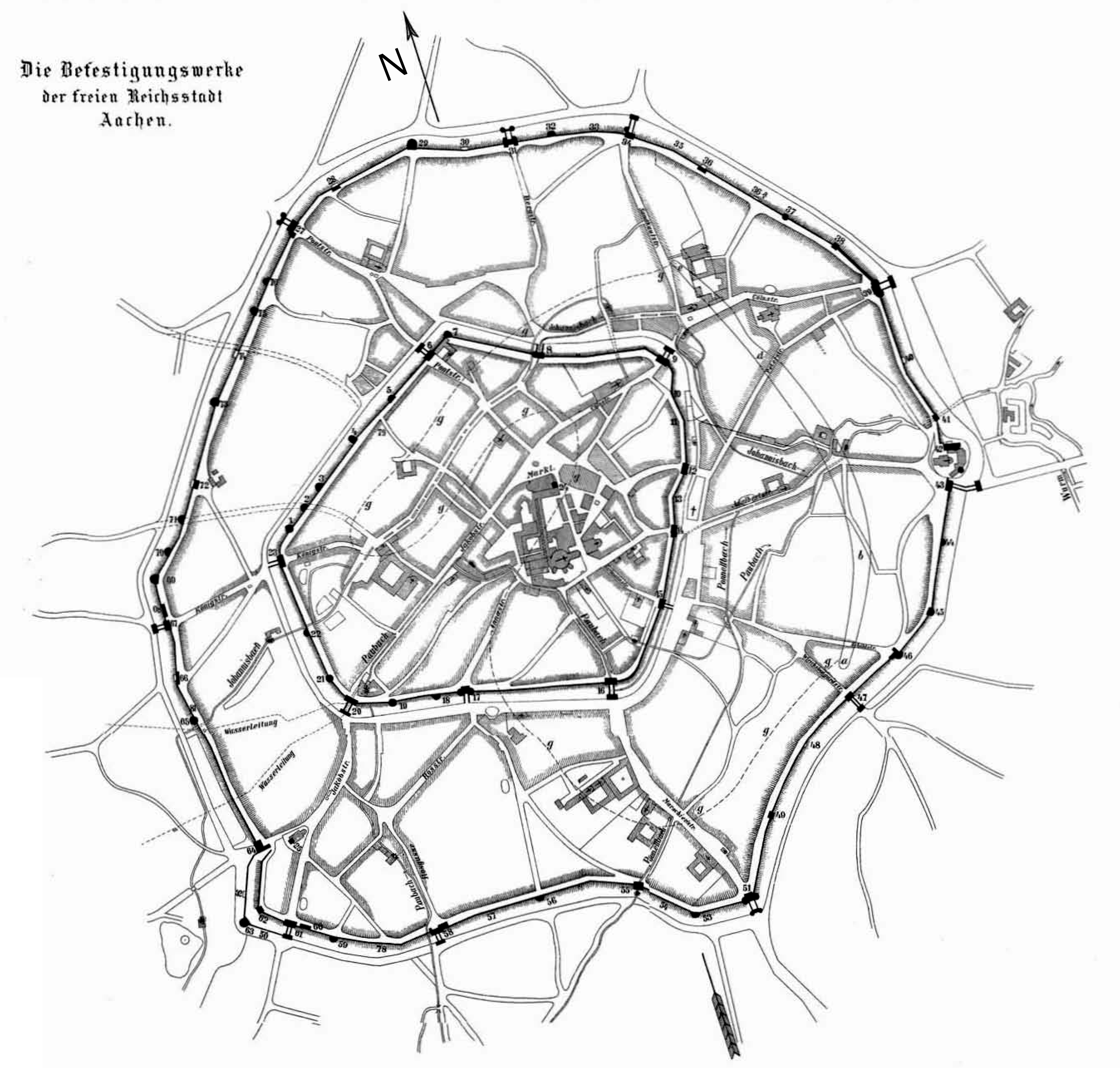
Overzicht van de vestingwerken in Aken. Nummer 34 is de Sandkaultor.

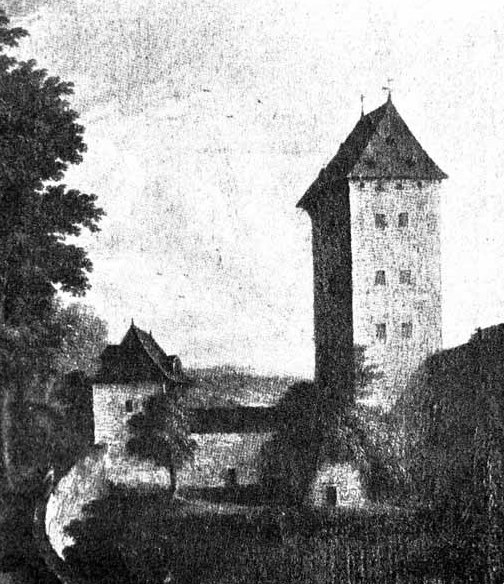
Sandkaultor in 1790

De Sandkaultor of Sandtor was een stadspoort gebouwd in de 13e en 14e eeuw en maakte deel uit van de buitenste stadsmuren van de Duitse stad Aken. Het poortgebouw bestaat niet meer.

## Locatie
De Sandkaultor had geen equivalent in de binnenste stadsmuren van de stad, maar de Sandkaulstraße kwam uit bij de Kölnmitteltor.
Als onderdeel van de buitenste stadsmuren van Aken lag de Sandkaultor tussen de Bergtor en de Kölntor, aan het uiteinde van de Sandkaulstraße. Ze was een van de drie noordelijke stadspoorten (Ponttor, Bergtor en Sandkaultor) van de zogenaamde Gotische Mauer en was de meest westelijke van deze drie. Tussen de Bergtor en de Sandkaultor lag de Bergerschanzturm. Tussen de Sandkaultor en de Kölntor lagen een van de wachthuizen van de Akense stadsmuren (Wachthaus Schaafjanshäuschen) en de twee weertorens Heinzenturm en Schänzchen.

## Geschiedenis
De stadspoort werd gebouwd in de 13e eeuw en 14e eeuw.
Tijdens de Franse bezetting van Aken gaf Napoleon in 1804 de instructies om de militaire betekenis van Aken te minimaliseren. De stadsmuur, de stadspoorten en waltorens van de stad werden afgebroken. In 1811 begon de afbraak van de Sandkaultor. Op dezelfde plek werd er een nieuwe stadspoort gebouwd die ter ere van de naam van de moeder van Napoleon de naam Porte Madame droeg. In 1875 werd deze stadspoort door de Pruisen afgebroken.

## Opbouw
De poort had de hoogste poorttoren van alle Akense stadspoorten. Het buitengewone ontwerp was het gevolg van militaire noodzaak. Vanuit haar torenspits had het wachtpersoneel een uitstekende blik op zowel het dal van Soers als ook over de Salvatorberg. Daarmee kon een van de waarschijnlijkste aanvalsrichtingen van een potentiële vijand gecontroleerd worden.
De Sandkaultor bezat een voorpoort met twee kleine vierkante torens en werd met meerdere verdiepingen gebouwd. Ter hoogte van de vierde verdieping die direct onder de torenspits gelegen was bevond zich een rondgang. De grote vierkante toren was aan de buitenzijde ingeklemd door twee kleine ronde torens. Sommige bronnen vermelden slechts een ronde toren. De met schietgaten voorziene muren beveiligden de doorgang.